# Lake Greaney
Der Lake Greaney ist ein Gebirgssee im Westland District der Region West Coast auf der Südinsel von Neuseeland.

## Namensherkunft
Der See wurde 1963 auf Vorschlag des Westland Chief Surveyor nach Daniel David Greaney benannt, der viele Jahre lang als Straßenarbeiter des Bauministeriums in Jackson Bay/Okahu tätig und seinerzeit dort der einzige Einwohner des kleinen Ortes Arawhata war.

## Geographie
Der Lake Greaney befindet sich auf einer Höhe von 1181 m an der Westseite der Haast Range, zwischen dem Waiatoto River, rund 2,7 km ostsüdöstlich, und dem Arawhata River, rund 4,5 km westlich. Der See erstreckt sich über eine Länge von 810 m in Nord-Süd-Richtung und misst an seiner breitesten Stelle rund 260 m in Ost-West-Richtung. Dabei deckt der See eine Fläche von 16 Hektar ab und verfügt über eine Uferlänge von rund 1,92 km.
Einige wenige kleine Gebirgsbäche versorgen den See mit frischem Wasser und an seinem nördlichen Ende entwässert der Tuning Fork Creek, der später in den Arawhata River mündet, den See.